# الحقاء (ذمار)
الحقاء هي إحدى قرى الجمهورية اليمنية. وهي تتبع جغرافيًا لمحافظة ذمار. وإداريًا لمديرية الحداء. يبلغ تعداد سكانها 1796 نسمة حسب الإحصاء الذي أجري عام 2004.